# Astragalus gharemanii
Astragalus gharemanii es una especie de planta del género Astragalus, de la familia de las leguminosas, orden Fabales.

## Distribución
Astragalus gharemanii se distribuye por Irán.

## Taxonomía
Fue descrita científicamente por A. A. Ramak Maassoumi & D. Podl.